# Charles-Gabriel Pravaz
Charles-Gabriel Pravaz, född den 24 mars 1791 i Le Pont-de-Beauvoisin (departementet Isère), död den 24 juni 1853 i Lyon, var en fransk läkare.
Pravas tog doktorsgraden 1824 med avhandlingen Recherches pour servir à l'histoire de la phthisie laryngée och blev läkare vid Asile royal de la Providence. Senare arbetade han tillsammans med Guérin vid ett ortopedisk institut i Passy vid Paris, och därifrån utsände han 1827 sitt berömda verk Méthode nouvelle pour le traitement des déviations de la colonne vertébrale, som 1829 efterföljdes av Mémoires sur l'orthopédie. Mycket ingående studier lade Pravaz ned på den medfödda höftledsluxationen och dess återställande, som han behandlade i flera skrifter, däribland Traité théorique et pratique des luxations congénitales du fémur (1847). Efter att ha upprättat ett ortopediskt institut i Lyon, kom Pravaz in på nya banor, däribland användning av bad med komprimerad luft och gymnastikens betydelse för korrigering av missbildningar. Pravaz är också känd som uppfinnare av ett system av instrument förkrossning av gall- eller njursten. Han angav en metod till behandling av aneurysmer med elektrisk ström, och vid de försök, som han gjorde i det sammanhanget, och som gjordes dels med, dels utan akupunktur, upptäckte han den intensivt koagulerande effekten av vissa klorjärnsföreningar, varvid han revolutionerade behandlingen av alla sjukdomar i hjärt- och kärlsystemet. Den spruta han använde till dessa injektioner fick endast ringa användning i framtiden till det ändamålet, men den kom dock — som morfinsprutan — i varje läkares hand, genom att den användes till subkutan injektion.